# Jason Webley
Jason Webley est un musicien américain né le 1er juin 1974 qui a débuté comme artiste de rue muni de son accordéon à Seattle. Bien qu'il se produit depuis beaucoup plus en intérieur, sur scène dans des salles de concert internationalement.

## Parcours
Au lycée, Webley a joué dans un groupe de punk du nom de Moral Minority. Il commença l'accordéon en 1996 dans sa dernière année de fac à l'université de Washington alors qu'il jouait dans la pièce de Bertolt Brecht Le Cercle de craie caucasien, et il composa quelques airs à l'accordéon pour cette occasion. Il raconta plus tard « J'étais juste un gamin geek: l'accordéon m'est venu ensuite. C'est depuis que je joue de l'accordéon que je suis devenu cool. Avant j'étais un geek à guitare électronique. J'avais une guitare, jouais dans un groupe de punk et j'avais un ordi. Je faisais du séquençage. J'étais beaucoup plus geek » 
Après avoir démissionné de son travail en 1998, Jason prend son accordéon, grimpe dans un car Greyhound, avec l'idée de jouer sur les routes jusqu'à ce qu'il n'ait plus d'argent. Il gueule plutôt qu'il chante des airs populaires ou punks accompagnés soit d'un accordéon, d'un xylophone, d'une guitare ou d'autres instruments ou outils improvisés comme une bouteille de vodka qu'il a préalablement rempli de pièces de monnaie de tous les pays, qu'il secoue en rythme.
Parce qu'il ne voulait pas jouer dehors pendant l'hiver, il a pris l'habitude de mourir à la Toussaint pour renaître au printemps, à la fête du Travail ou à son anniversaire, le premier juin. Webley est « mort » pour la première fois en 2000 quand, après un concert, il conduisit son public au parc du campus de l'université de Washington, et demanda à un groupe de femmes de lui retirer son feutre et son trench-coat fétiches pour les brûler. On lui rasa ensuite la tête, le plaça dans un cercueil qu'on transporta dans un corbillard, et il disparut pendant six mois. Au spectacle d'Halloween de 2005, il annonça qu'il arrêtait de mourir et de renaître avec les saisons. 
Il a sorti quatre albums sur le label Springman Records mais The Cost of Living (2007) a été autofinancé (son propre label s'appelle Eleven Records). Son style de musique bohème est souvent comparé à ceux de Tom Waits ou de Vladimir Vysotsky mais aussi à ceux de Leonard Cohen, Shel Silverstein, Bob Dylan, Neutral Milk Hotel, Nick Cave ou les Dead Kennedys.
Il s'est produit dans plusieurs festivals comme le Burning Man, Oregon Country Fair ou le Glastonbury Festival.
Il a tourné avec Amanda Palmer qu'il a rencontré dans la rue alors qu'elle était femme statue. Ils ont ensemble pris l'identité des sœurs siamoises Evelyn Evelyn. 

### Chanson à boire
Jason Webley finit souvent ses concerts par une chanson à boire. Et il encourage dans le même temps l'auditoire à se « saouler » sans alcool en tournant sur place pendant qu'il chante. Comme pour plusieurs des chansons qu'il a lui-même écrites, il annonce que « les paroles ne sont pas importantes. Vous pouvez en inventer des meilleures..., si vous êtes capables de gueuler plus fort que moi. »
| Textes originaux | Traduction non officielle |
| --- | --- |
| If the glass is full drink up, drink up this may be the last time we see this cup. If God wanted us sober he'd knock the glass over so while it is full we drink up. | Si le verre est plein buvez cul sec, cul sec C'est peut-être la dernière fois qu'on voit cette tasse Si Dieu nous voulait sobre Il ferait tomber le verre alors pendant qu'il est encore plein on boit cul sec. |

## Discographie
- Viaje (1998)
- Against the Night (1999)
- Counterpoint (2002)
- Only Just Beginning (2004)
- The Cost of Living. (2007)